# آچیادیه
آچیادیَه (ĀÇIYĀDIYA ؛a-ç-i-y-a-di-i-y-) نام نهمین ماه تقویم ایرانی باستان (بین نوامبر و دسامبر میلادی) و برابر ماه‌های Kislīmu اکدی و Šībari ایلامی است که کتیبه‌های لوحی پرپولیس، گواهی دهنده این نام‌ها است. نام فارسی باستان، که فقط در کتیبه بیستون داریوش بزرگ (DB I.89) آمده، بارها با اسم Hašiyatiš (با تفاوت‌های متغیر) در کتبه‌های لوحی پرسپولیس آمده است.

## وجه تسمیه
آچیادیَ (Āçiyādiya) یعنی آچ‌یادیَ (aç-yādya) و هم شکل آن آچی‌یادی (*Āçiyādi-؛ شکل عادی ایلامی آن)، ترکیبی از دو جز "آچ" و "یادیَ" است. کلمه ایرانی آتش (*ātar-) به شکل جز تهی شده (null-grade) کلمه آثر (*āθr-)، فارسی باستان آچ (aç-؛ ولی نه به شکل آثری *āθri-) است و و بخش گسترده شده (yādiya) مشتق شده از ریشه «یَد» با معنی «پرتش، احترام، قربانی» است؛ که تفسیر آن می‌تواند «(ماه) پرستش آتش» باشد.